# المقبرة البلوية
 المقبرة البلوية هو معلم أثري في تونس مصنف من قبل المعهد الوطني للتراث، يقع في ولاية القيروان في الوسط الغربي التونسي، تحديدا في مدينة القيروان تم تصنيف المعلم في يوم 3 مارس 1915.

## مقالات ذات صلة
- قائمة المعالم الأثرية المصنفة في تونس